# Кузнецовский (Хабаровский край)
Кузнецо́вский — посёлок станции в Ванинском районе Хабаровского края, входит в состав Высокогорненского городского поселения. Назван так же, как и расположенный неподалёку Кузнецовский тоннель, в честь начальника изыскательской партии А. П. Кузнецова.

## Население
| 2002 | 2010 | 2011 | 2012 | 2021 |
| ---- | ---- | ---- | ---- | ---- |
| 63   | ↘4   | →4   | →4   | ↘0   |